# WildStorm
WildStorm Productions, или часто просто WildStorm, (иногда пишется Wildstorm) — американское издательство комиксов. Изначально независимая компания, основанная Джимом Ли и несколькими другими авторами, в 1999 году WildStorm стал подразделением DC Comics. WildStorm остается независимым отделом в редакционной структуре DC, а его студия располагается на западном побережье США. Название импринта восходит к оригинальным сериям Джима Ли, которые были первыми комиксами издательства, — это комбинация слов WildC.A.T.S. и Stormwatch.
WildStorm публикует традиционные американские комиксы наряду с лицензиями от других компаний в совершенно различных жанрах. В основной вселенной издательства, Вселенной Wildstorm, существуют традиционные костюмированные супергерои, однако, здесь используется более мрачный вариант супергероического жанра.
Издательская деятельность WildStorm изменялась с течением перемен владельцев компании, что затрагивало и основные серии издательства. Пик деятельности WildStorm пришелся на 1990-е, когда появились основополагающие серии (такие, как WildC.A.T.S. и Stormwatch), а также множество других, события которых происходили в этом же мире. Основными сериями WildStorm являются WildC.A.T.s, Stormwatch, Gen13, Wetworks и The Authority, также были изданы и некоторые персонаж-ориентированные серии: Deathblow и The Midnighter, или истории второго плана как Tranquillity.
WildStorm опубликовал большое количество авторских произведений и лицензионной продукции, например, Красная угроза, Ex Machina, Пятница, 13-е, Кошмар на улице Вязов, Техасская резня бензопилой, World of Warcraft, StarCraft, Dante’s Inferno и The X-Files.
21 Сентября издательство DC объявило о закрытии WildStorm. В декабре 2010 выйдут выпуски некоторых комиксов, завершающие историю вселенной WildStorm.

## Сотрудники
После продажи издательства DC в 1999, Джим Ли остался главным редактором подразделения. По сегодняшний день он остается на этой должности.
Хэнк Каналз служит VP/генеральным менеджером, Бен Абернати работает старшим редактором. Также в редакционном совете состоят Скотт Петерсон, Шэннон Дентон, Джим Чадвик, Кристи Куинн и Сара Фарбер.

## Серии
Несмотря на многочисленные изменения в судьбе издательства, WildStorm выпускал большинство своих серий в единой котиньюти (см. Вселенная Wildstorm). Помимо этого были также и авторские издания, не относящиеся к основной вселенной, например, Ex Machina, Astro City и линейка America’s Best Comics Алана Мура.
Основные серии WildStorm:
- Gen13
- WildC.A.T.s
- Stormwatch
- The Authority
- Wetworks

После нескольких лет под грифом «только для взрослых» в импринте Eye of the Storm в сентябре 2006 WildStorm перезагружает свою вселенную с помощью глобального события — WorldStorm.